# フランチェスコ・タヴァーノ
フランチェスコ・"チッチョ"・タヴァーノ（Francesco "Ciccio" Tavano, 1979年3月2日 - ）は、イタリア・カンパニア州カゼルタ出身の元サッカー選手、サッカー指導者。現役時代のポジションはフォワード。

## 経歴
エンポリFCにおいてセカンドトップとして活躍し、スペインの強豪バレンシアCFに移籍する。しかし、キケ・サンチェス・フローレス監督の下では環境になじめず、出場機会も得られなかった。2007年1月にASローマへ移籍するが、不完全燃焼に終わる。2007-08シーズンからASリヴォルノ・カルチョに完全移籍し、エースとして君臨する。2年目となる2008-09シーズンはセリエBながらも24得点を挙げ、得点王に輝いた。2011年6月13日、かつての本拠地スタディオ・カルロ・カステラーニに舞い戻った。2015-16シーズンはセリエBのUSアヴェッリーノ1912でプレー。2016年8月11日、レガ・プロのACプラートに移籍した。2022年に現役引退を表明した。

## タイトル

### クラブ
エンポリ
- セリエB : 2004-05

ローマ
- コッパ・イタリア : 2006-07

### 個人
- セリエC2得点王 : 2000-01（16得点）
- セリエB得点王 : 2008-09（24得点）
- セリエC得点王 : 2018-19（17得点）